# Ugo Cappellacci

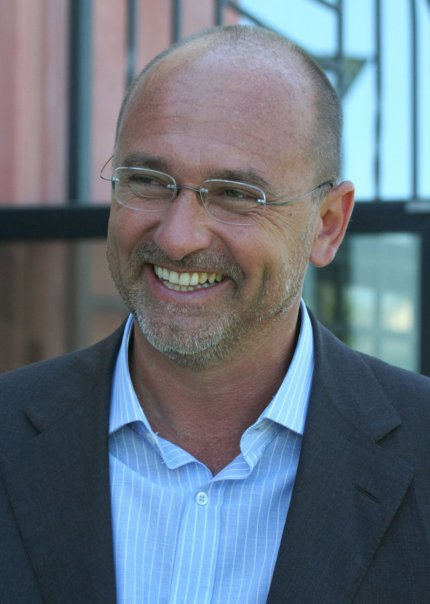
Ugo Cappellacci

Ugo Cappellacci (* 27. November 1960 in Cagliari) ist ein sardischer Politiker.
Sein Studium absolvierte er an der Universität Cagliari. Danach spezialisierte er sich im Bereich Betriebswirtschaft an der Wirtschaftsuniversität Luigi Bocconi in Mailand und an der Universität LUISS in Rom. Zwischen 2003 und 2008 bekleidete Cappellacci verschiedene regionale und lokale Ämter auf Sardinien.
Bei den Regionalwahlen am 15. und 16. Februar 2009 Regionalwahlen wurde er als Vertreter der Mitte-rechts-Koalition rund um die Partei Popolo della Libertà zum Präsidenten der Region Sardinien gewählt. Im Februar 2014 musste er sich bei der Direktwahl seinem sozialdemokratischen Herausforderer Francesco Pigliaru geschlagen geben.